# روبرت ويليام ولز
روبرت ويليام ولز (بالإنجليزية: Robert William Wells) هو محامي وقاضي وسياسي أمريكي، ولد في 29 نوفمبر 1795 بوينشستر في الولايات المتحدة، وتوفي في 22 سبتمبر 1864. حزبياً، نشط في الحزب الديمقراطي. وقد انتخب عضو مجلس نواب ولاية ميسوري.